# Idioma nauo
El idioma nauo, también comúnmente escrito nawu, es una lengua muerta y poco registrado aborigen australiano que fue hablado por el pueblo nauo en la parte sur de la Península de Eyre, Australia Meridional. Sin embargo, el Equipo Móvil de Idiomas en la Universidad de Adelaida continúa trabajando en la reconstrucción del idioma.

## Clasificación
El idioma Nauo puede haber estado relacionado con los idiomas de sus vecinos regionales en la península de Eyre, como el Barngarla o el Wirangu.

## Nombres alternativos
Además de Nawu, se han registrado otras grafías variantes como Nhawu, Nawo, Njao, Gnowoo, Growoo, y los nombres variantes incluyen Battara, Hilleri, Kadu, Kartwongulta y Wiljaru. También ha sido tratado como una variante del idioma Wirangu.

## Estatus
Se consideró que el idioma estaba extinto Norman Tindale, según las investigaciones lingüísticas realizadas para determinar el estado de Nauo en la década de 1930, y no se han registrado hablantes desde 1975.
Sin embargo, el Mobile Language Team (MLT) de la Universidad de Adelaida ha comenzado a trabajar en la reconstrucción del idioma, basándose en las 10 palabras registradas por el misionero alemán C. W. Schürmann, aumentando la lista de palabras a 300 palabras. MLT está preparando un sitio web para el aprendizaje en línea del idioma.